# Аминтор
Аминтор (др.-греч. Ἀμύντωρ «защитник») — персонаж древнегреческой мифологии. Отец Феникса, сын Ормена (или Армена). Царь Ормения (Фессалия). Владыка долопов, побежденный Пелеем. Его жену упоминает Гомер, не называя её по имени. Ослепил сына.
В другой версии Аминтор — царь Элеона (Беотия), отец Феникса. Побежден Автоликом. По мнению Кратета, тождествен предыдущему.
Не разрешил пройти Гераклу, а Геракл убил его. Отец Астидамии (по Пиндару). Другая версия называет отцом Астидамии Ормения (который тождествен Аминтору, царю Ормения). Геракл сватался к Астидамии, но получил отказ, так как он был уже женат на Деянире. Тогда Геракл пошел войной на Ормения и убил его. Аминтору принадлежал знаменитый шлем, из которого во все стороны торчали кабаньи клыки (по-гречески «аминторы»); этот шлем потом достался Одиссею.

### Использованная литература и источники
- Мифологический словарь. М., 1990. С.41.